# بژوسکی-فالکی
بژوسکی-فالکی (به لهستانی:  Brzóski-Falki) یک روستا در لهستان است که در گمینا وسوکیه مازوویتسکیه واقع شده‌است.